# Бич, Эми
Э́ми Бич (англ. Amy Beach, урождённая Эми Ма́рси Че́йни, англ. Amy Marcy Cheney, известная при жизни в основном как миссис Г. Х. О. Бич, англ. Mrs. H.H.A. Beach; 5 сентября 1867 — 27 декабря 1944) — американская пианистка и композитор, первая успешная американская женщина-композитор. Вместе с Джоном Ноулзом Пейном, Артуром Футом, Джорджем Чедуиком, Эдуардом Мак-Доуэллом и Горацио Паркером составляла так называемую Бостонскую шестёрку — круг композиторов, внёсших значительный вклад в становление американской академической музыки.
Родилась в богатой семье в городке Хенникер, штат Нью-Гемпшир; внучатая племянница публициста Орена Бербанка Чейни, основателя Бэйтс-колледжа. Под руководством матери начала учиться играть на пианино в раннем детстве, уже тогда показав большой музыкальный талант. Переехала в Бостон вместе со своей семьёй в 1875 году, где училась игре на фортепиано у Эрнста Перабо и Карла Бермана, некоторое время изучала также гармонию и контрапункт, а затем, в основном самостоятельно, композиторское искусство. В 1883 году дебютировала на публике с оркестром под руководством Адольфа Нойендорфа, получив восторженные отзывы критики.
В 1885 году вышла замуж за 42-летнего хирурга Генри Харриса Обри Бича и по просьбе мужа практически перестала выступать, сосредоточившись на композиции и подписывая сочинения именем мужа с прибавлением слова «миссис». Муж позволил Эми Бич давать один концерт в год.
После смерти мужа в 1910 году она отправилась в Европу, где исполняла свои собственные произведения; возвратилась на родину в 1914 году. Последние годы жизни провела в Нью-Йорке, участвовала во многих музыкальных и благотворительных мероприятиях, умерла в 1944 году. Была похоронена на кладбище Форест Хиллс.